# Estratovulcão

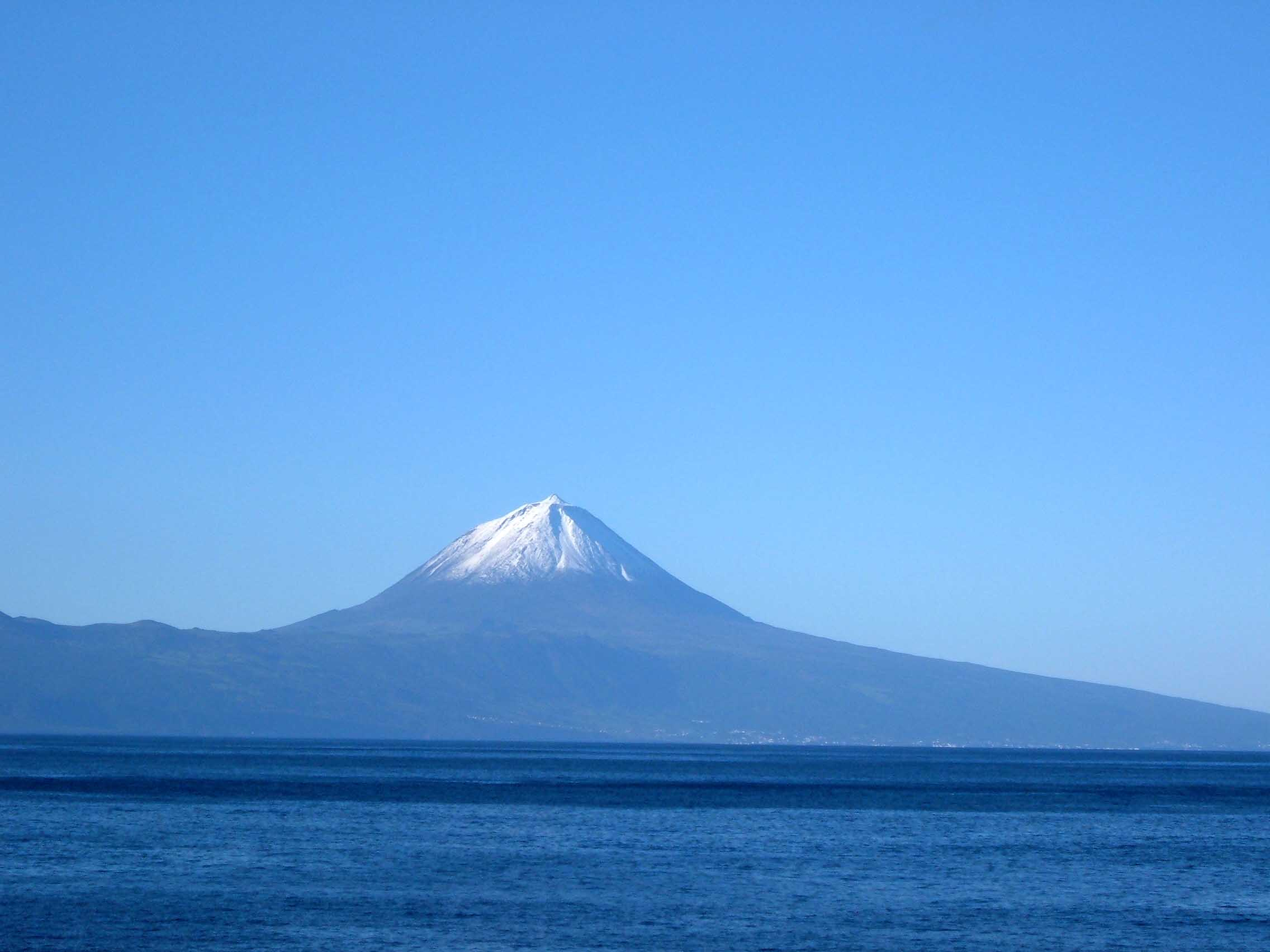
Vulcão da ilha do Pico, Açores

Um estratovulcão, também conhecido como vulcão composto, é um vulcão cônico construído por muitas camadas (estratos) de lava endurecida e tefra. Os estratovulcões são caracterizados por um perfil íngreme com uma cratera no cume e intervalos periódicos de erupções explosivas e erupções efusivas, embora alguns tenham colapsado crateras no cume chamadas caldeiras. A lava que flui dos estratovulcões normalmente esfria e endurece antes de se espalhar para longe, devido à alta viscosidade. O magma que forma esta lava é frequentemente félsico, com níveis altos a intermediários de sílica (como em riolito, dacito ou andesito), com quantidades menores de magma máfico menos viscoso. Extensos fluxos de lava félsica são incomuns, mas viajaram até 15 km (9 milhas).

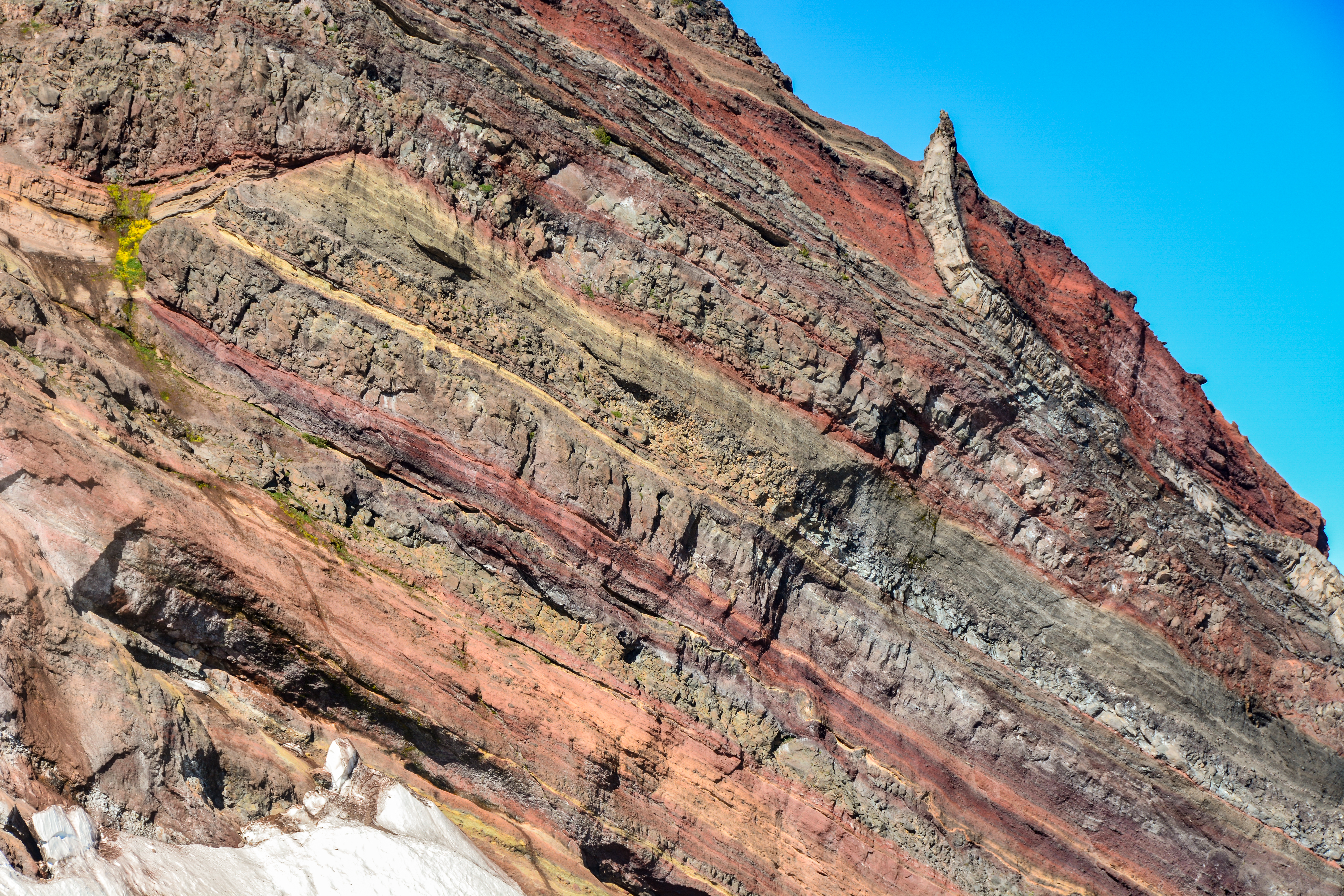
Estrutura interna exposta de camadas alternadas de lava e rocha piroclástica no estratovulcão Broken Top erodido no Oregon

Os estratovulcões às vezes são chamados de vulcões compostos por causa de sua estrutura estratificada composta, construída a partir de erupções sequenciais de materiais em erupção. Eles estão entre os tipos mais comuns de vulcões, em contraste com os vulcões de escudo menos comuns. Dois exemplos famosos de estratovulcões são o Krakatoa na Indonésia, conhecido por sua erupção catastrófica em 1883, e o Vesúvio na Itália, cuja erupção catastrófica em 79 DC enterrou as cidades romanas de Pompeia e Herculano. Ambas as erupções ceifaram milhares de vidas. Nos tempos modernos, o Monte Santa Helena no estado de Washington, EUA e o Monte Pinatubo nas Filipinas entraram em erupção catastroficamente, mas com menos mortes.
A existência de estratovulcões em outros corpos do Sistema Solar não foi demonstrada de forma conclusiva. Uma possível exceção é a existência de alguns maciços isolados em Marte, por exemplo o Zephyria Tholus.

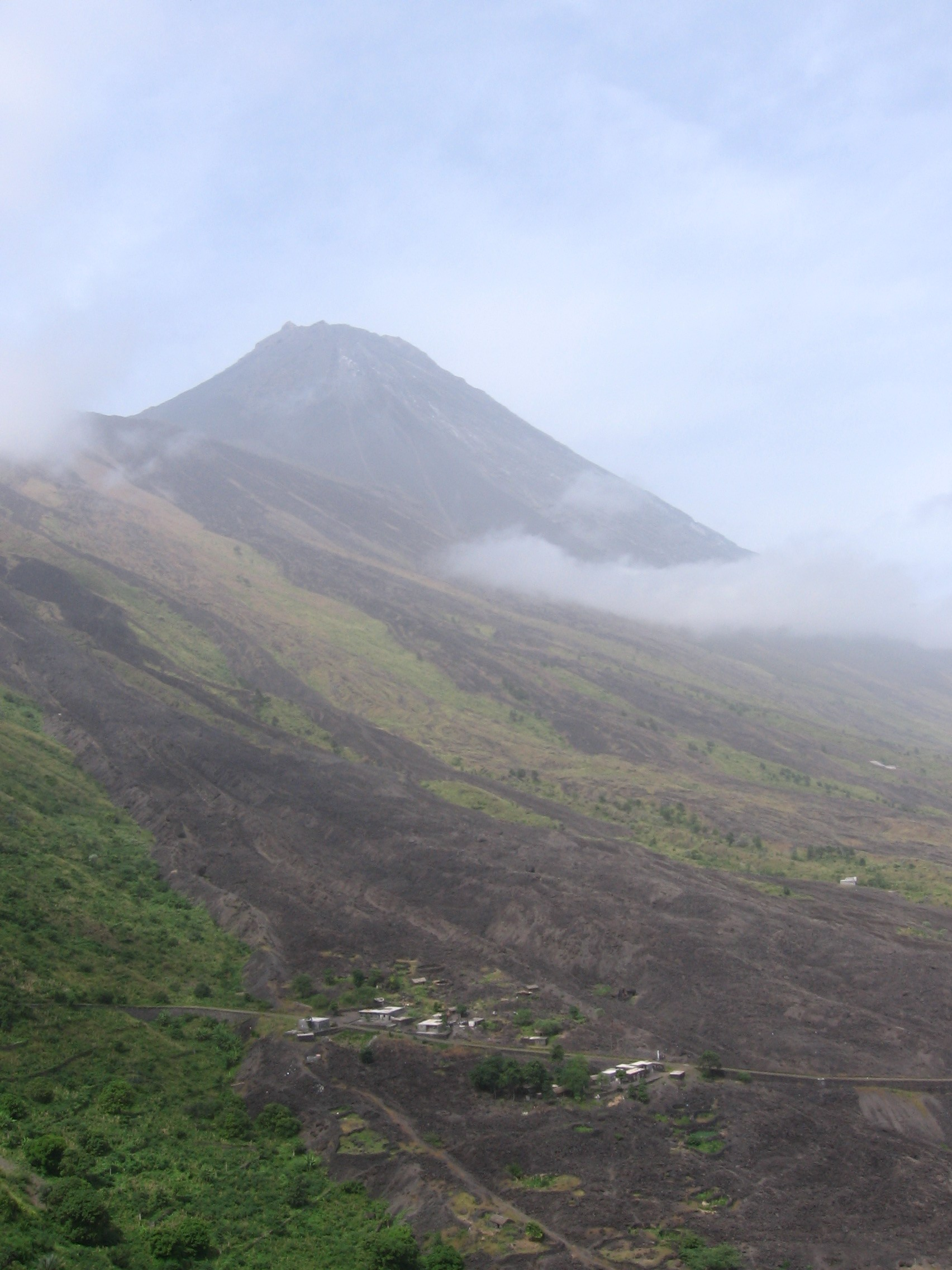
Vulcão da ilha do Fogo, Cabo Verde
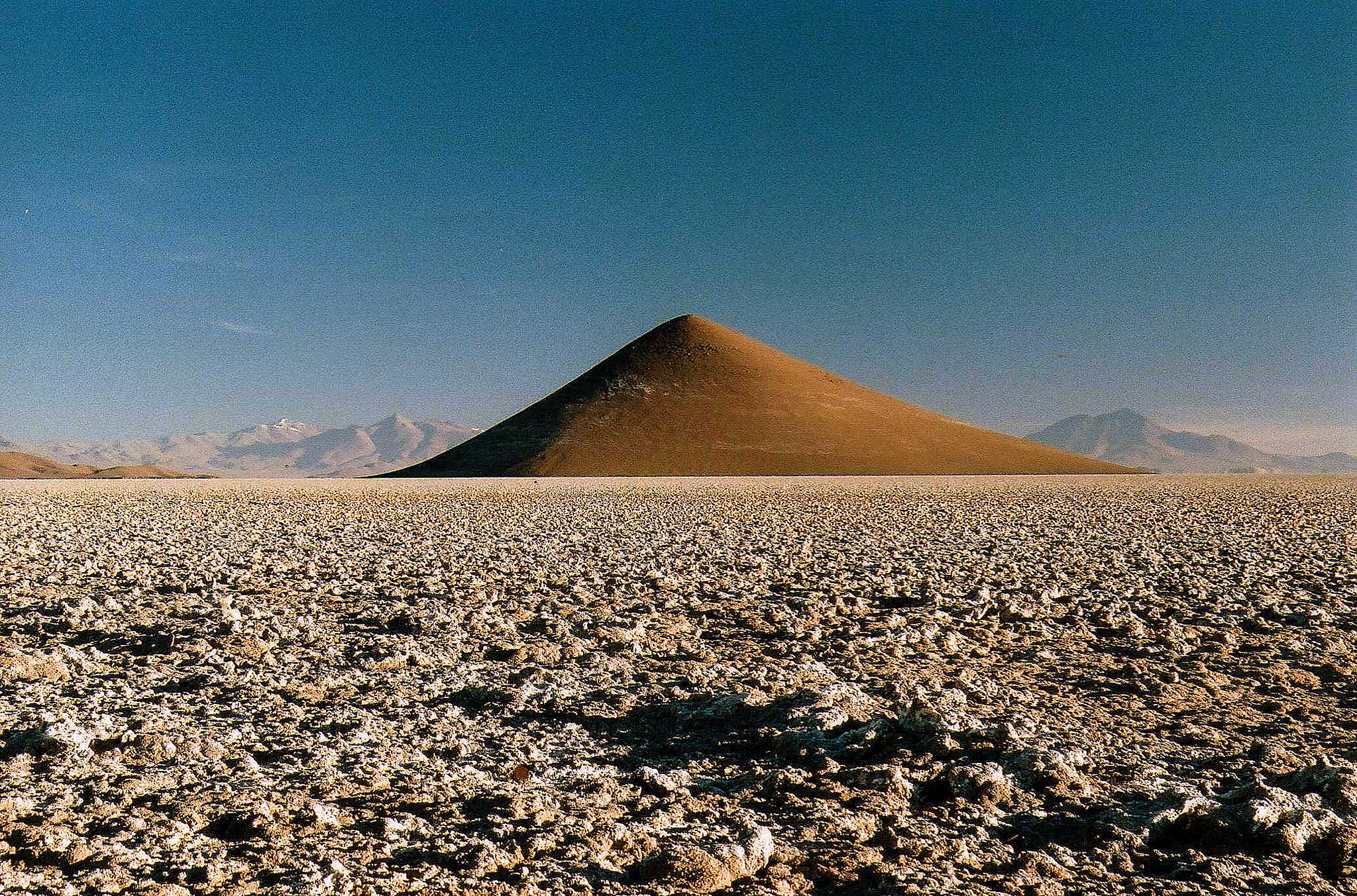
Estratovulcão Cono de Arita na Salta (Argentina)